# Brey-et-Maison-du-Bois
 Brey-et-Maison-du-Bois  es una comuna y población de Francia, en la región de Franco Condado, departamento de Doubs, en el distrito de Pontarlier y cantón de Mouthe.
Su población en el censo de 1999 era de 100 habitantes.
Está integrada en la Communauté de communes des Hauts du Doubs .

## Demografía
| 97 | 101 | 91 | 74 | 74 | 100 |
| Para los censos de 1962 a 1999 la población legal corresponde a la población sin duplicidades (Fuente: INSEE [Consultar]) |     |    |    |    |     |